# Hylomys megalotis
Hylomys megalotis är en däggdjursart som beskrevs av Jenkins och M. F. Robinson 2002. Hylomys megalotis ingår i släktet Hylomys och familjen igelkottdjur. IUCN kategoriserar arten globalt som otillräckligt studerad. Inga underarter finns listade i Catalogue of Life. Artepitet i det vetenskapliga namnet är sammansatt av de grekiska orden megas (stor) och otos (öra) och syftar på djurets långa öron jämförd med andra släktmedlemmar.
Den långa och mjuka pälsen på ovansidan saknar liksom hos alla råttigelkottar spenar. Håren är huvudsakligen grå med en brun eller svart spets. Hylomys megalotis har en ganska lång svans och långa klor vid händer och fötter. I varje käkhalva förekommer 3 framtänder, en hörntand, 4 premolarer och 3 molarer. Artens skalle är mer långsträckt än hos andra släktmedlemmar. Kroppslängden (huvud och bål) är 115,5 till 134,5 mm och svanslängden är 82,8 till 91,3 mm. Djuret har 20.4 till 21,3 mm långa bakfötter och 20,9 till 23,2 mm stora öron.
Arten förekommer i centrala Laos. Individer hittades oftast nära grottor i kalkstensformationer. På grund av fötternas konstruktion antas att djuret har bra förmåga att klättra på kalksten. I utbredningsområdet finns lövfällande skogar och buskskogar samt landskap med bambu.